# Emilia McCarthy
Pour les articles homonymes, voir McCarthy.
Emilia McCarthy, née le 28 août 1997 à London, Ontario, est une actrice, danseuse et écrivaine canadienne. Elle joue la fille du shérif dans la série télévisée de Netflix Hemlock Grove (2013-2015). Elle joue également dans le téléfilm Zapped de Disney Channel Original Movie (2014).

## Biographie
Emilia McCarthy est la fille de Margarita Antuñano et de l'écrivain Barry McCarthy, sa mère est d'origine mexicaine et son père d'origine canadienne. Elle a suivi des cours de théâtre à l'Armstrong Acting Studios, une académie du Canada.

## Carrière

### 2007-2012
À l'âge de 8 ans, Émilia a eu l'occasion de jouer avec Cate Blanchett et Gael García Bernal, le rôle de la fille de Cate, rôle qu'elle partageait avec Elle Fanning, dans le film primé aux Golden Globes: Babel. Emilia a été embauchée pour la production de Babel par une agence de mannequins au Canada, pour être la doublure de Elle Fanning.
En 2007, à l'âge de 9 ans elle a décroché le rôle de Laura Westover pour le téléfilm canadien Booky and the Secret Santa (en). En 2009, à 11 ans, elle a été embauchée pour reprendre le rôle de Laura Westover dans le film Booky's Crush (en), dernier film de la série.
Parallèlement à ces réalisations scéniques, Emilia a auto-publié un livre à l'âge de huit ans, avec l'aide de son père intitulé Rêves de bébé, où elle rêve d'un bébé. Elle a joué dans plusieurs productions théâtrales comme Hairspray, Tarantella Cabaret, a également fait des apparitions sur scène dans des œuvres comme Aida et Seussical Jr.
Elle fait une apparition spéciale dans l'épisode All In de la série Beauty and the Beast dans le rôle de Cena. L'épisode a été diffusé le 25 octobre 2012.

### Depuis 2013
Emilia McCarthy a été appelée à passer une audition à Toronto pour Eli Roth, réalisateur / producteur de la série. En avril, Netflix créé la série Hemlock Grove de 13 épisodes. Emilia interprète pour neuf épisodes Alyssa. Son personnage est une bonne et compatissante fille, elle a une sœur jumelle nommée Alexa, interprétée par Eliana Jones, les deux sont tuées par leur ami.
Emilia a été la star de la série web «héros improbables» et «ville des enfants» en 2013. En 2013, elle a décroché le rôle principal féminin dans le film Couchettes, un film original de Disney XD. Elle y  joue le rôle de Lauren cheftaine du camp, qui veut que les règles soient respectées par les campeurs.
Elle a fait partie de la distribution principale du film Zapped, film original de Disney Channel, elle y joue Taylor Dean, caractère antagoniste dans le film. Le tournage a commencé en Août 2013 ; la première du film a lieu le 27 juin 2014 aux États-Unis et Royaume-Uni et en Amérique du sud le 10 août 2014.
Le 15 juillet 2013, il est confirmé qu'Emilia ferait partie de la distribution des films Maps to the Stars, elle jouera le personnage de Kayla. La production a commencé en Juillet 2013. EOne introduit le film avec ses autres films en post-production de l'État en 2013 au Festival du film de Toronto. Le 14 avril 2014, le premier extrait du film est publié pour la vente et la distribution. Le 15 avril la bande-annonce officielle est remplie.
La première du film au Festival de Cannes 2014, a suscité des critiques mitigées mais les performances des acteurs et actrices ont été louées.
Emilia McCarthy joue le rôle d'Abby Ackerman dans le nouveau Max et Shred de série YTV, qui sera également transmise par Nickelodeon. La série est sortie le 6 octobre 2014 aux États-Unis.

## Travail

### Influences
Les principales influences d'Emilia McCarthy sont Ryan Gosling et Rachel McAdams. En 2014, elle a déclaré dans une interview: "Ryan Gosling et Rachel McAdams sont mon inspiration ; ils sont tous les deux de London (Ontario, Canada) Donc, s'ils peuvent le faire, pourquoi pas moi» Dans une autre interview, elle a déclaré « Je suis une grande fan de Rachel McAdams et Ryan Gosling, car ils sont tous deux de London, en Ontario, là où je suis né et j'ai grandi. Rachel McAdams est allée à la même école d'art dramatique que moi. Non seulement cela, mais les deux sont des acteurs incroyables ; et reconnaissent qu'ils viennent du même endroit que moi ; c'est fou ! »

## Commercialisation

### Livres
Émilie McCarthy est également connue comme écrivaine. À l'âge de huit ans, elle auto-édité un livre intitulé Bébé, écrit par elle et son père ; histoire illustrée avec des dessins sur le sommeil et le processus de la naissance d'un bébé. Son père, lui-même écrivain, l'a aidée à améliorer ce livre.

## Filmographie

### Cinéma
- 2007 : Booky & the Secret Santa  : Laura Westover
- 2009 : Booky Crush  : Laura Westover
- 2013 : Bunks (en)  : Lauren
- 2014 : Maps to the Stars  : Kayla

### Télévision
- 2012 : Beauty and the Beast : Cena
- 2013 : Hemlock Grove  : Alyssa Sworn
- 2014 : Zapped : Une application d'enfer !  : Taylor Dean
- 2014 : Max and Shred  : Abby Ackerman
- 2018 : Zombies : Lacey
- depuis 2022 : SkyMed : Madison Van Camp

### Web
- 2013 : Kid's Town  : Beth Pilly
- 2013 : Unlikely Heroes  : Cheryllyn